# Deira (Dubai)
Deira (Arabisch: ديرة) is een van de oudste stadsdelen van Dubai, Verenigde Arabische Emiraten, gelegen aan de noord-oostkant van de Dubai Creek (Khor Dubai). Het beslaat het gebied tussen de Dubai Creek en het emiraat Sharjah aan de ene kant en Dubai International Airport aan de andere kant.

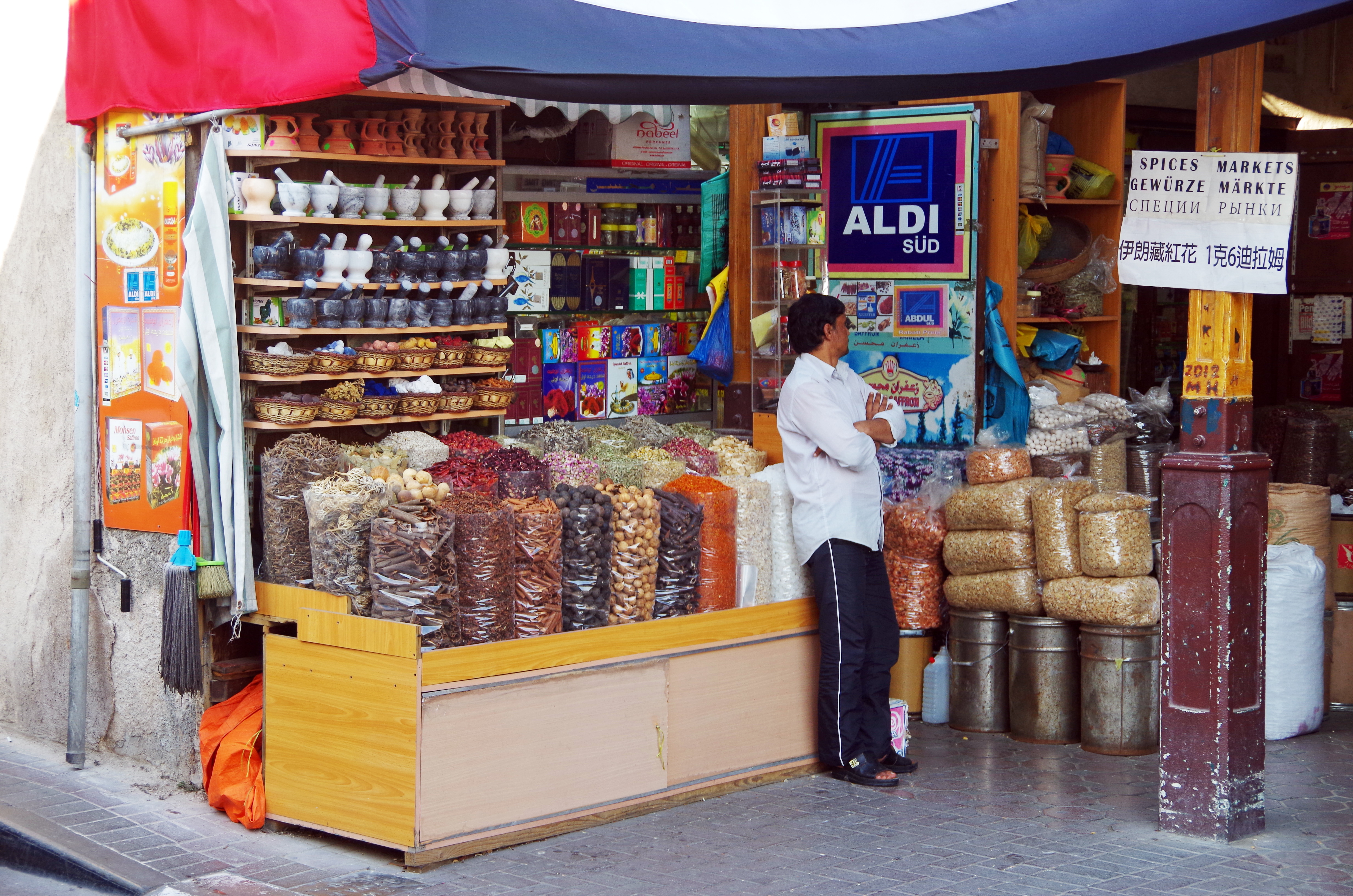
Winkel in Deira

Historisch gezien was Deira het commerciële en zakelijke centrum van Dubai. Dat veranderde in de jaren 1990 door de bouw van de vele wolkenkrabbers langs Sheikh Zayed Road en de ontwikkeling van andere moderne stadsdelen als Downtown Dubai. Deira zelf heeft veel van zijn oorspronkelijke sfeer verloren doordat ook hier moderne stadsontwikkeling plaatsvond. In het tweede oude stadsdeel van Dubai aan de andere kant van de Dubai Creek, Bur Dubai, is meer van de oude bebouwing bewaard gebleven. Met een Abra (watertaxi) kan de kreek makkelijk overgestoken worden. In Deira is aan de kreek een haven waar de traditionele dhow-schepen vracht komen halen en brengen. Deze kleine vrachtboten worden met de hand geladen en gelost, zonder gebruik te maken van moderne kranen.

## Souks
In Deira bevinden zich meerdere belangrijke markten en souks.
De Gold Souk bestaat uit meer dan 380 detailhandelaren, van wie de meesten juweliers zijn. De belangrijkste handelswaren hier zijn goud, platina, diamanten en soms ook zilver. De Gold Souk wordt in het noorden begrensd door de vis- en groentemarkt van Dubai. Aan de andere kant van de Dubai Creek, in het stadsdeel Bur Dubai, ligt de textielsouk.
De kruiden- en specerijensouk (de Spice Souk) grenst ook aan de Gold Souk en is gelegen aan Baniyas Street. De souk bestaat uit verschillende smalle steegjes vol met open en gesloten winkeltjes. Ze verkopen een grote verscheidenheid aan geuren en kruiden, van wierook en shisha tot de vele kruiden die worden gebruikt in Arabische en Zuid-Aziatische gerechten. Daarnaast worden er ook verschillende huishoudelijke artikelen, textiel, thee, tapijten en artefacten verkocht. Een groot deel van de handel vindt plaats via afdingen. 

## Afbeeldingen

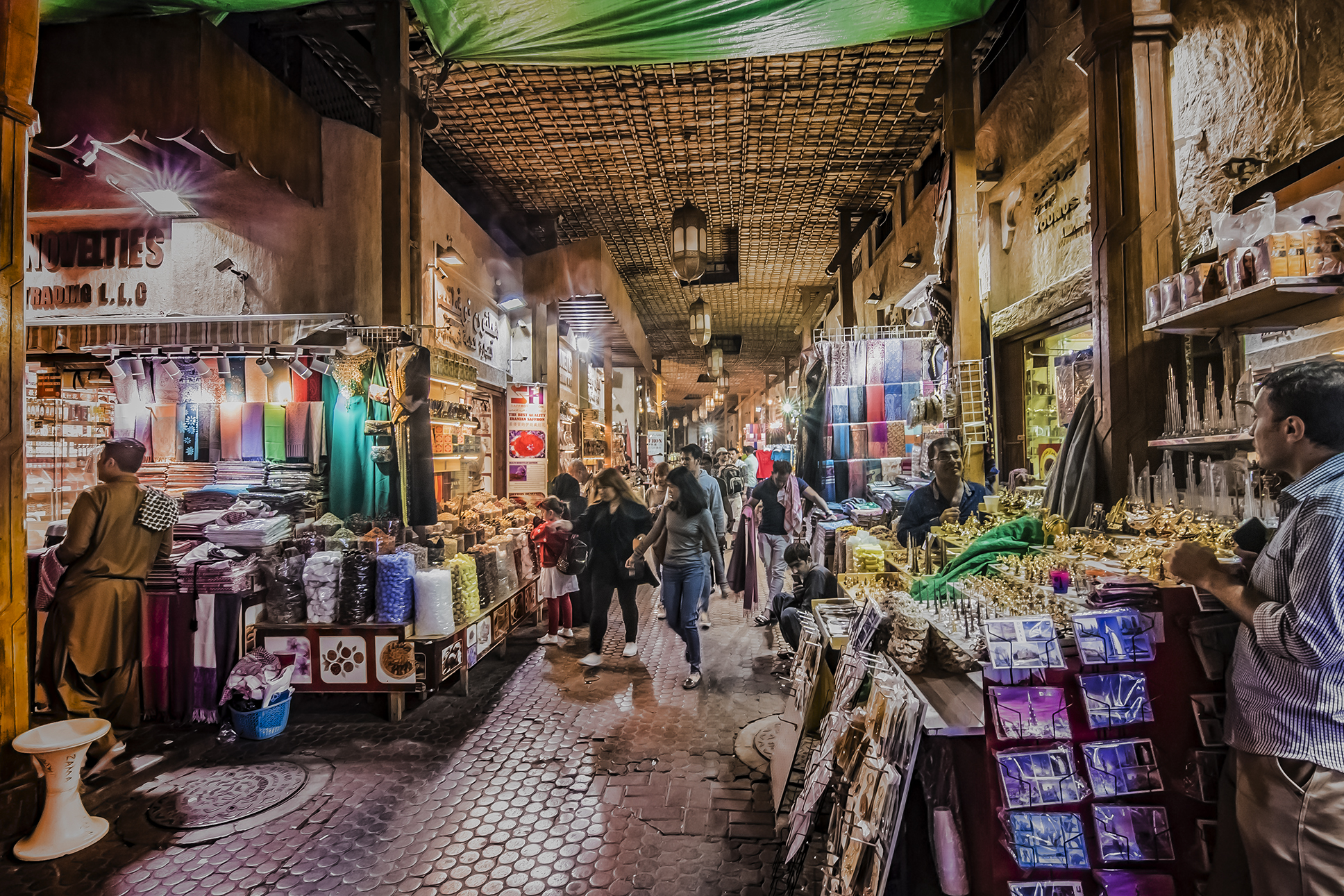
Spice Souk
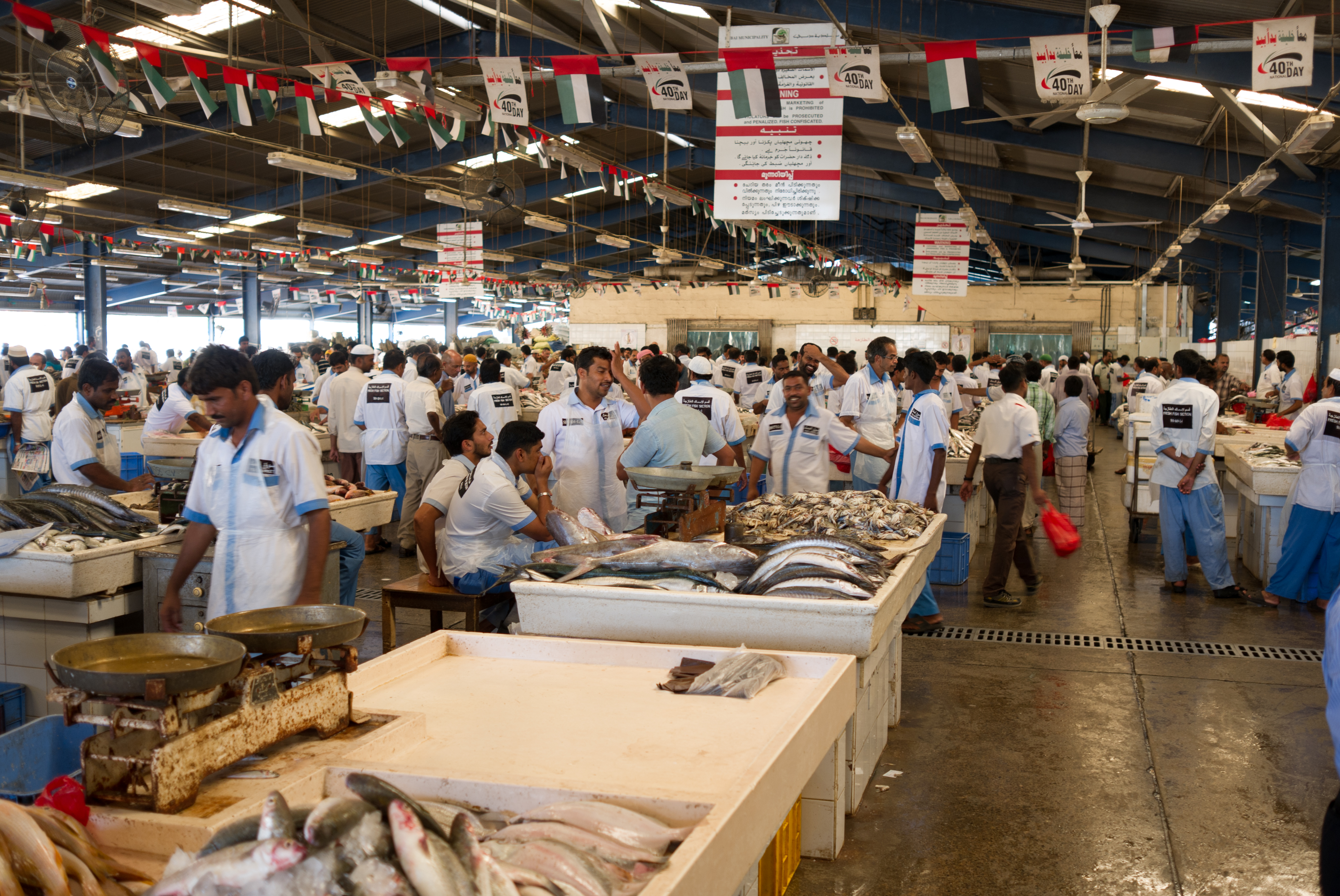
Vismarkt in Deira
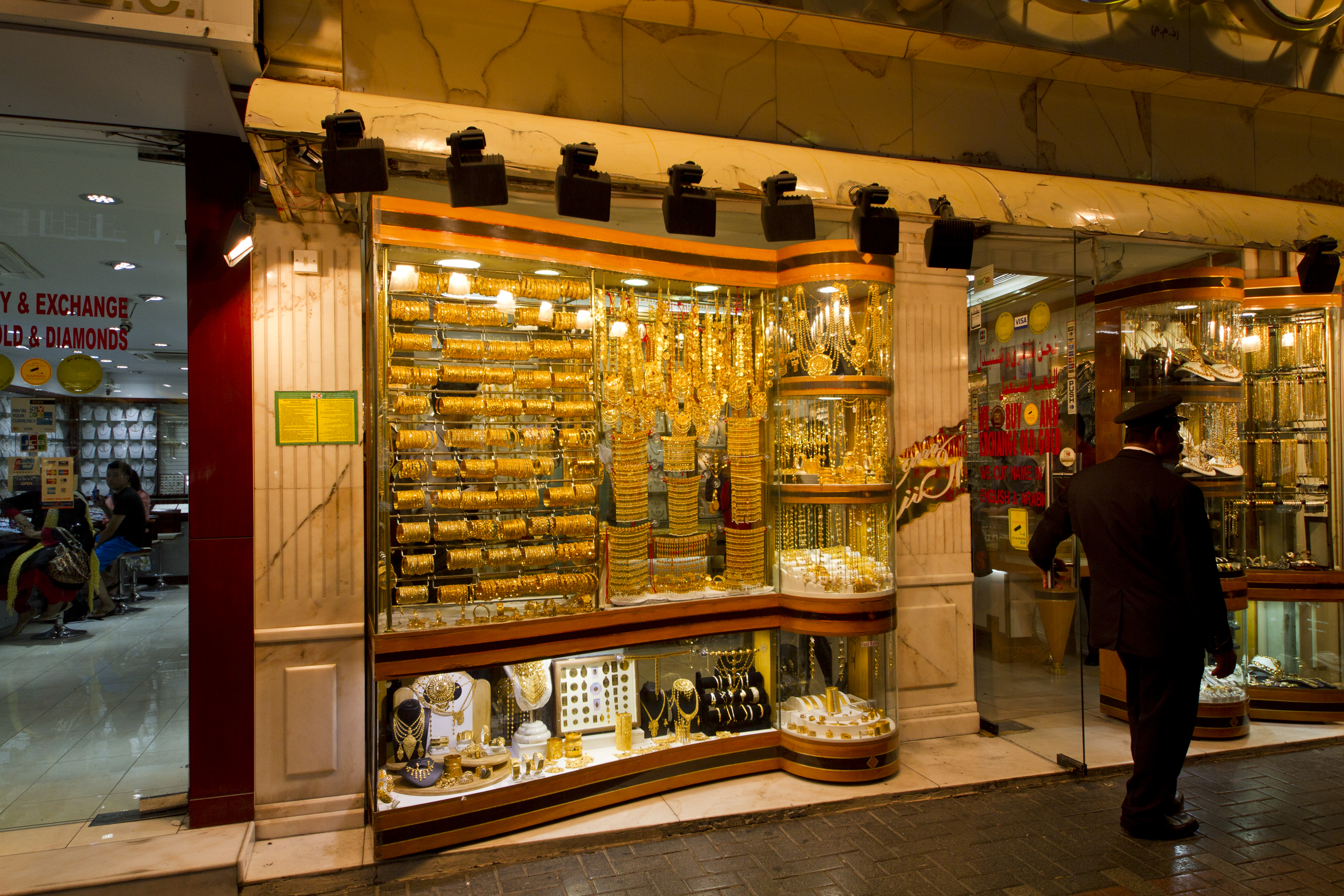
Gold Souk
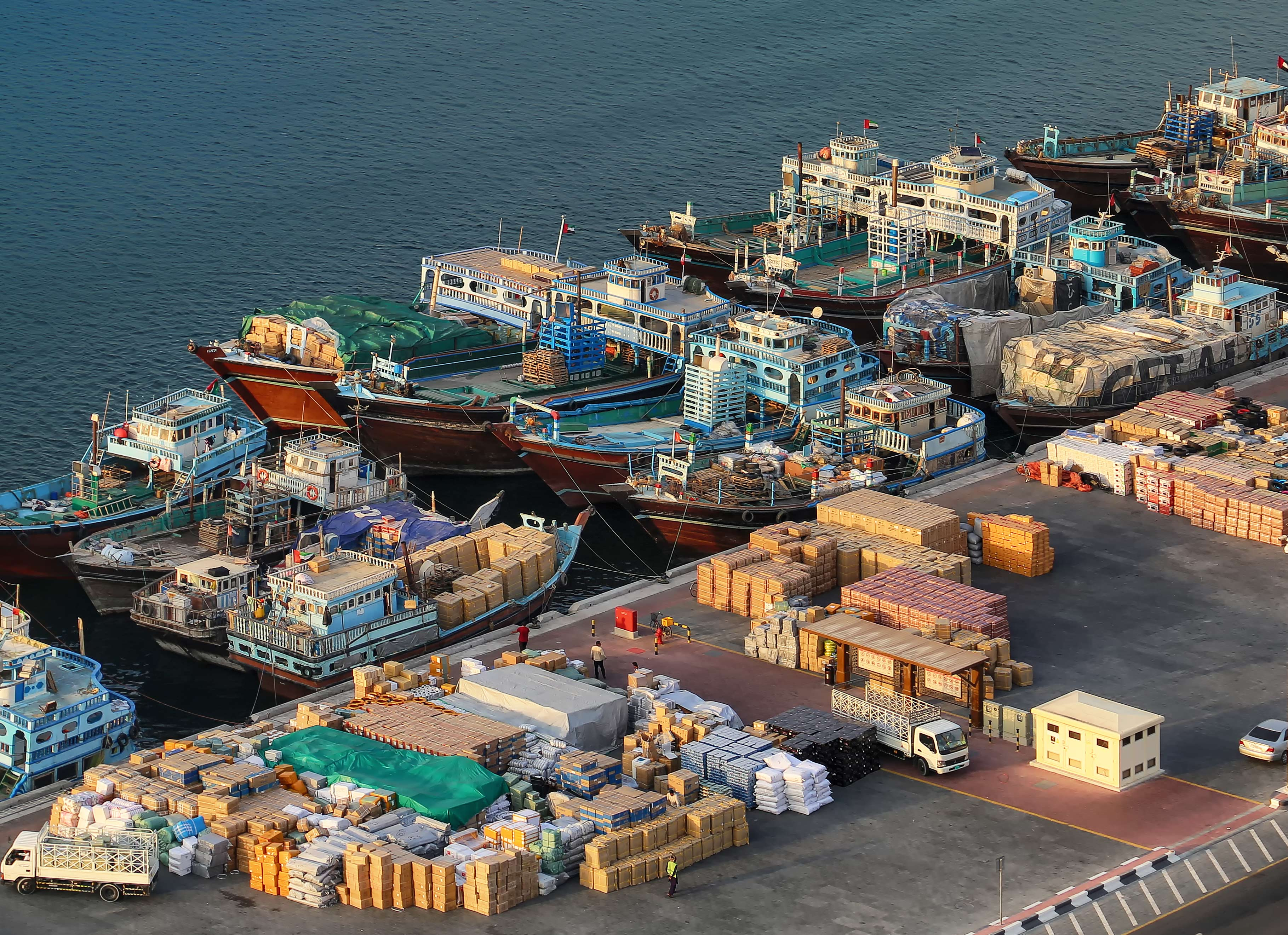
Haven in Deira met dhow-schepen